# Haus des Reisens
La Haus des Reisens (letteralmente: “casa del viaggio”) è un edificio a torre di Berlino, posto sul lato settentrionale di Alexanderplatz. Fino alla riunificazione ospitava la sede dell'ufficio di viaggi della Repubblica Democratica Tedesca, oltre ad uffici della compagnia aerea statale Interflug.
È posta sotto tutela monumentale (Denkmalschutz).

## Storia
L'edificio fu costruito dal 1969 al 1971 su progetto di Roland Korn, Johannes Brieske e Roland Steiger, come parte del progetto di ricostruzione dell'Alexanderplatz.
Nel 1993 il concorso urbanistico per il ridisegno della piazza, vinto dal progetto di Hans Kollhoff e Helga Timmermann ne decise l'abbattimento, insieme ad altri edifici circostanti, e la sua sostituzione con un gruppo di isolati dominati da grattacieli; la realizzazione di questo progetto resta fino ad oggi incerta.
Nel luglio 2015 l'edificio è stato posto sotto tutela monumentale (Denkmalschutz).

## Caratteristiche
L'edificio conta 17 piani e si compone di una piastra inferiore di due piani sormontata da un corpo alto. La pianta fortemente asimmetrica e la forte plasticità della facciata ne simboleggiano l'importanza urbanistica, all'angolo fra l'Alexanderplatz e la Karl-Marx-Allee.
La struttura portante del corpo alto è in calcestruzzo armato, mentre la piastra inferiore è sostenuta da una struttura in acciaio ricoperta da pannelli in calcestruzzo armato.
Le facciate del corpo alto hanno ampie superfici finestrate, davanti alle quali è posta una struttura tipo curtain wall costituita da pannelli di alluminio sostenuti da una struttura in acciaio.
La facciata orientale, rivolta verso Otto-Braun-Straße, è ornata al primo piano da un grande rilievo in rame, opera di Walter Womacka. Gli ambienti interni d'origine furono disegnati da un collettivo diretto da Hans-Erich Bogatzky.

### Fonti
- Lorenzo Spagnoli, Berlino. XIX e XX secolo, Bologna, Zanichelli, 1993,  p. 248, ISBN 88-08-14174-8.
- (DE) Anne Holper e Matthias Käther, DDR-Baudenkmale in Berlin, Berlino, VIA Reise Verlag, 2003,  p. 17, ISBN 3-935029-09-8.
- (DE) Joachim Schulz e Werner Gräber, Berlin. Architektur von Pankow bis Köpenick, Berlino, VEB Verlag für Bauwesen, 1987,  p. 57, ISBN 3-345-00145-4.
- (DE) AA.VV., Architekturführer Berlin, 6ª ed., Berlino, Dietrich Reimer Verlag, 2001,  p. 75, ISBN 3-496-01211-0.

### Testi di approfondimento
- (DE) H. Korn, Haus des Reisens in Berlin, in Deutsche Architektur, vol. 5, 1970,  pp. 274-278, ISSN 0323-3413 (WC · ACNP).
- (DE) R. Korn e J. Brieske, Haus des Reisens am Alexanderplatz, in Deutsche Architektur, vol. 6, 1973,  pp. 367-368, ISSN 0323-3413 (WC · ACNP).